# Oranjekeeltangare
De oranjekeeltangare (Wetmorethraupis sterrhopteron) is een zangvogel uit de familie Thraupidae (tangaren). Deze soort werd in 1964 door George Hines Lowery en John Patton O’Neill geldig beschreven. De vogel werd in juli 1963 aan O'Neill aangeboden door de linguïste en missionaris Mildred Larson die actief was in het gebied van de Aguarunas. De geslachtsnaam is een eerbetoon aan de Amerikaanse ornitholoog Alexander Wetmore. Het is een door ontbossingen kwetsbaar geworden vogelsoort in het noorden van Peru en het aangrenzend deel in Ecuador.

## Verspreiding en leefgebied
Deze soort komt voor in noordelijk Peru en aangrenzend zuidelijk Ecuador.